# Hermann Stöbe
Hermann Stöbe (* 4. September 1899 in Bürgel; † 30. April 1980 in Jena) war ein deutscher Rechtshistoriker und Genealoge.

## Leben
Als Rechtshistoriker befasste sich Stöbe vor allem mit der Früh- und mittelalterlichen Geschichte Mitteleuropas, hier vor allem mit der Entstehung Sachsens und Thüringens. Neben verfassungsrechtlichen Aspekten betrachtete er auch die genealogische Verbindungen verschiedener adliger und nichtadliger Personengruppen, so z. B. die der von Steuben. Anfang der 1930er Jahre untermauerte Stöbe die Theorie, dass Friedrich Wilhelm von Steuben nicht Spross der adligen Familie von Steuben sei, sondern bürgerlicher Abstammung aus der Familie Steube in Heldra, heute ein Stadtteil von Wanfried.
1920 war er als cand. phil. am physikalischen Institut der Universität Jena tätig und Mitglied der Deutschen Physikalischen Gesellschaft.
1922 legte er eine fundierte Arbeit zur Entstehung der Freihöfe in Dornburg/Saale vor. Durch die Erkrankung seiner Eltern und durch Mittellosigkeit musste er sein Studium mehrfach unterbrechen. Dies ermögliche ihm durch mehrjährige Auftragsarbeiten umfangreiche Kenntnisse über die Archivbestände in Deutschland zu erlangen. Anlässlich der 1000-Jahr-Feier Dornburgs wurde er beauftragt, den mittelalterlichen und neuzeitlichen Teil der Festschrift zu erarbeiten.
Ende der 1930er Jahre wurde er aufgrund seiner herausragenden Kenntnisse von der Historischen Kommission für Thüringen zum Mitglied der Arbeitsgruppe Historisches Ortslexikon für Thüringen berufen. Seine geplante Dissertation zur Geschichte der Königspfalz Dornburg/Saale konnte er nicht beenden, da 1945 sein komplettes Archiv durch einen Brand vernichtet wurde. Erst am 5. Dezember 1951 veröffentlichte Stöbe an der Philosophischen Fakultät der Friedrich-Schiller-Universität Jena seine Dissertation mit dem Thema Die Origo gentis Swevorum. Nordschwaben und Sachsen in der merowingischen Reichsgründung. Dabei widmete er sich vor allem der Quellenkritik zur Entstehung und der Verfassung des Herzogtums Sachsen.
Des Weiteren untersuchte er die Hintergründe der Entstehung des Brandenburgischen Kurfürstentums. Schon vor dem Zweiten Weltkrieg hatte er begonnen, einige Adelsarchive nach archivalischen Gesichtspunkten zu ordnen.
Die meisten seiner Arbeiten sind bis heute unveröffentlicht. So zählt er durch seine umfangreichen Quellensammlungen wohl zu einem der besten Kenner der Geschichte Thüringens. Wenige seiner Arbeiten konnten in aktuellen Publikationen verwertet werden, wie die Biographie des Naumburger Bischofs Gerhard II. von Goch.

## Schriften
- Ueber die Freigüter zu Dornburg, Burkhardt Verlag, Bürgel 1922.
- Mitteilungen zur Genealogie der Familie Steuben. In: Familiengeschichtliche Blätter, Juni 1927.
- General Steubens Herkunft. In: Sachsen und Anhalt, Band 7, Seiten 360–448, 1931.
- Eine unbekannte Urkunde Kaiser Friedrichs II. In: Deutsches Archiv für Geschichte des Mittelalters, Band 1, Seiten 504–510, Böhlau Verlag, Weimar 1937, ISSN 0258-4883
- 1000 Jahre Dornburg, Festschrift (Abschnitt Geschichte Dornburgs). In: Thüringer Fähnlein, Heft 7/1937.
- Die Origo gentis Swevorum. Nordschwaben und Sachsen in der merowingischen Reichsgründung, Band 1: Die Sachsengeschichte und der zweite Abschnitt der Origo gentis Swevorum, Jena 1951.
- Rechnungs-Manual bei der Academischen Quästur zu Jena. In: Journal über die Einnahmen bei der Academischen Quästur zu Jena, Jena 1952.
- Der Abfall der Arnsteiner von Kaiser Friedrich II. und die Entstehung der brandenburgischen Kur. In: Wissenschaftliche Zeitschrift der FSU Jena, Gesellschafts- und sprachwissenschaftliche Reihe, Band 6 (1956/57), Seiten 769–792.
- Die Unterwerfung Norddeutschlands durch die Merowinger und die Lehre von der sächsischen Eroberung. In: Wissenschaftliche Zeitschrift der FSU Jena, Gesellschafts- und sprachwissenschaftliche Reihe, Band 6 (1956/57).
- Bischofs Gerhard II. von Naumburg (1409-1422), Typoscript in der Domstiftsbibliothek von Naumburg, 1964.